# Liga Católica (Francia)

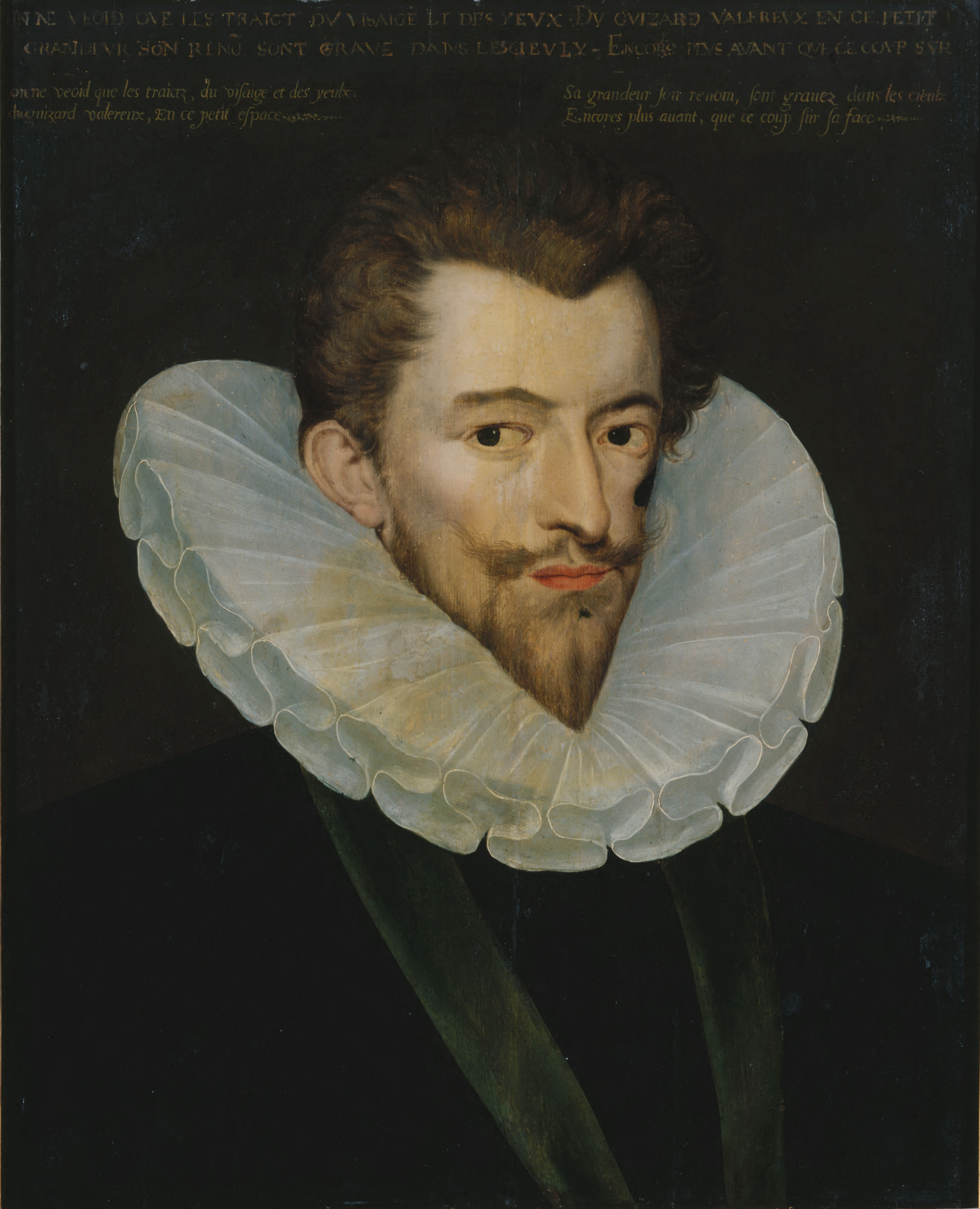
Retrato de Enrique I de Guisa, tercer duque de Guisa, hacia 1588, líder de la Santa Liga durante las Guerras de religión de Francia. Museo Carnavalet, París

La Liga Católica, también llamada Santa Liga, La Liga o la Santa Unión (en francés: Ligue catholique o Sainte Ligue, o Sainte Union), fue un movimiento político armado de carácter católico de las Guerras de religión de Francia, cuyo objetivo era imponer el catolicismo como única religión y eliminar el protestantismo de Francia. Creada formalmente en 1576, su jefe más destacado fue Enrique I de Guisa, duque de Guisa, al que sucedió, tras su asesinato, su hermano Carlos de Lorena, duque de Mayenne, que proclamó rey de Francia al Cardenal de Borbón.
La Santa Liga luchó contra el rey católico Enrique III de Francia y el protestante Enrique de Navarra, futuro Enrique IV de Francia, y contaba con el apoyo del papa Sixto V, los jesuitas, la reina Catalina de Médicis y el rey Felipe II de España. Este partido católico se formó con el fin de contraponerse al Edicto de Saint-Germain (1570) y al Edicto de Beaulieu (6 de mayo de 1576), considerados, ambos, demasiado favorables a los protestantes.
La Santa Liga tuvo una fuerte implantación en las regiones del este y del noroeste de Francia: Lorena, Borgoña, Champaña, Bretaña, Normandía y en la ciudad de París, donde tuvo lugar la Matanza de San Bartolomé. Constituyó uno de los peligros más grandes que conoció la monarquía francesa antes de la llegada del Absolutismo, junto con la Fronda, en el siglo siguiente, cuyos actores tuvieron muy presente el espíritu de la Liga.

## La primera Liga

Bandera de Enrique de Guisa, una de varias variantes relacionadas representadas en pinturas y grabados, basada estrechamente en la versión encontrada en el Carnavalet, París.

Repartidas por toda Francia, ya existían pequeñas organizaciones católicas que luchaban contra los protestantes, como la Liga picarda, creada en 1568. Sin embargo, la concesión de localidades seguras para los hugonotes provocó el descontento y la rebelión de los católicos más extremistas contra el rey. Las cofradías del "Santo Espíritu" y otras ligas se unieron en nombre de la "Santa Trinidad" para restaurar y defender a la "Santa Iglesia católica, romana y apostólica". Fue una rebelión contra los edictos reales: Jacques d’Humiéres, gobernador de Picardía, se negó a ceder la ciudad de Péronne a los protestantes y solicitó, para ello, la ayuda de los príncipes y prelados del reino, a fin de restablecer la religión católica y «la obediencia de Su Majestad».
Este movimiento se extendió rápidamente por toda la Picardía, apoyado por España (los Países Bajos Españoles incluían, por aquel entonces, el Artois y el Flandes francés). En febrero de 1577 ya dominaban las ciudades de Amiens, Abbeville, Corbie, Albert, Beauvais y San Quintín. Enseguida se implicó en ello toda Francia. En un primer tiempo, los partidarios de la Liga se consideran súbditos leales al rey de Francia, Enrique III, mientras este fuera un defensor acérrimo de la Iglesia católica romana. El programa de la Liga comprendía, además de la defensa de la Iglesia, la defensa del rey y la de los Estados Generales de Francia.
En noviembre, el duque Enrique I de Guisa, capitán valiente y primo cercano de la reina Luisa, organizó la Liga de París. En diciembre de 1576, el rey Enrique III se puso al frente de la Liga reescribiendo su programa de intenciones (la parte en la que el poder real se somete a los Estados Generales). Al año siguiente, la agitación general se calmó y la Paz de Bergerac se firmó el 14 de septiembre de 1577, concretada el mismo mes por el Edicto de Poitiers. Se implantó la libertad de conciencia y se concedió la libertad de culto a los protestantes en los arrabales de las ciudades y en las localidades donde ellos gobernaban. Este edicto de tolerancia logró una paz relativa durante seis años.

## La segunda Liga

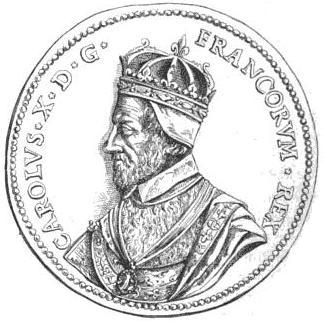
Medalla representando a "Carlos X", pretendiente al trono de Francia según la Liga Católica.

### Resurgimiento
Tras siete años de tranquilidad, la crisis resurgió en 1584 tras la muerte del duque de Anjou, hermano del Rey, y la aceptación por este último de que su sucesor fuera su pariente más cercano por línea masculina —de acuerdo con la Ley sálica que regía la sucesión al trono de Francia–, el rey de Navarra Enrique III, un príncipe protestante (que accederá al trono como Enrique IV de Francia). Enrique I de Guisa se puso entonces al frente de una nueva Liga. Desde 1582 el rey de España Felipe II de España ayudaba económicamente a la Liga, con la doble intención de fortalecer el catolicismo y debilitar al rey de Francia, su rival en el escenario europeo. Confirmó su apoyo firmando el Tratado de Joinville el 31 de diciembre de 1584, en el que quedaba designado como sucesor al trono el Cardenal de Borbón, tío del rey de Navarra y segundo en la línea de sucesión, pero católico.
La Liga publicó su proclamación el 31 de marzo de 1585 en Péronne, declarando que su intención era que el rey no protegiera a los protestantes, se restableciera el catolicismo como religión única y se obligara al rey a rendir cuentas regularmente a los Estados Generales. Las adhesiones de jefes militares se multiplicaron.
Enrique III tuvo que ceder ante las exigencias de la Liga, que había adquirido gran fuerza tras la firma del Tratado de Nemours. La octava guerra de religión se saldó por un statu quo militar: la victoria de Enrique de Navarra en la Batalla de Coutras equilibrada por las victorias de Enrique de Guisa en la Batalla de Auneau y la Batalla de Vimory (1587), lo que reforzaba aún más su prestigio y el de la Casa de Lorena.
Paralelamente a esta segunda Liga, se constituyó otra liga de ciudades, primero en París y después en Turena, Champaña, Borgoña. Dirigida como una sociedad secreta, poseía su propio ejército y era mucho más democrática que la Liga de los nobles. Esta nueva liga consideraba que el rey no tenía legitimidad alguna y debía someterse a los Estados Generales; a partir de 1591, pretendía asimismo que la nobleza debía quedar sometida a los Estados Generales.

### Enfrentamiento con Enrique III
Mientras tanto, los rumores de una insurrección se extendieron por París, y Enrique III prohibió la entrada en la ciudad al Duque de Guisa. Sin embargo, este se presentó en la capital el 9 de mayo. Ante los preparativos de las tropas reales, París, que apoyaba a los Guisa, no tardó en llenarse de barricadas (Día de las barricadas del 12 de mayo de 1588). Al perder el control de la capital, Enrique III huyó de París a Chartres. Obligado a reconciliarse con los liguistas, el 15 de julio firmó en Ruan el «Edicto de Unión» contra los protestantes, y dejó la ciudad portuaria de Boulogne-sur-Mer en manos de la Liga a fin de que estos pudieran recibir a la flota española. Seguidamente el duque de Guisa fue nombrado lugarteniente general del rey en todo el reino (jefe del ejército).
El rey fue obligado a convocar, de nuevo, a los Estados Generales en Blois. Estos, que eran mayoritariamente favorables a la Liga, le negaron al rey los subsidios. Enrique III decidió entonces acabar con los Guisa con un golpe de efecto. El Duque de Guisa fue asesinado el 23 de diciembre de 1588, y su hermano, el Cardenal de Lorena, fue arrestado y ejecutado al día siguiente; también fueron arrestados el arzobispo de Ruan, el príncipe de Joinville, hijo del duque de Guisa, su madre la duquesa de Nemours y su primo, el duque de Elbeuf. Varios de los diputados de los Estados Generales fueron detenidos también. Estos hechos provocaron un sublevamiento general. La Sorbona relevó a sus miembros de su deber de fidelidad al rey. Todas las provincias dominadas por la Liga (especialmente Lorena, sede de los Guisa), Champaña, el Midi, Borgoña, Bretaña y Normandía (dominada por Philippe-Emmanuel de Lorraine, duque de Mercoeur, gobernador de Bretaña y cuñado del duque de Guisa) y la región de París, se sublevaron contra el "tirano" Enrique III. Este se alió con el rey de Navarra y sus ejércitos sitiaron París. Ahí fue donde el 2 de agosto de 1589 Enrique III fue asesinado por Jacques Clément, un liguista dominico.

### Lucha contra Enrique IV

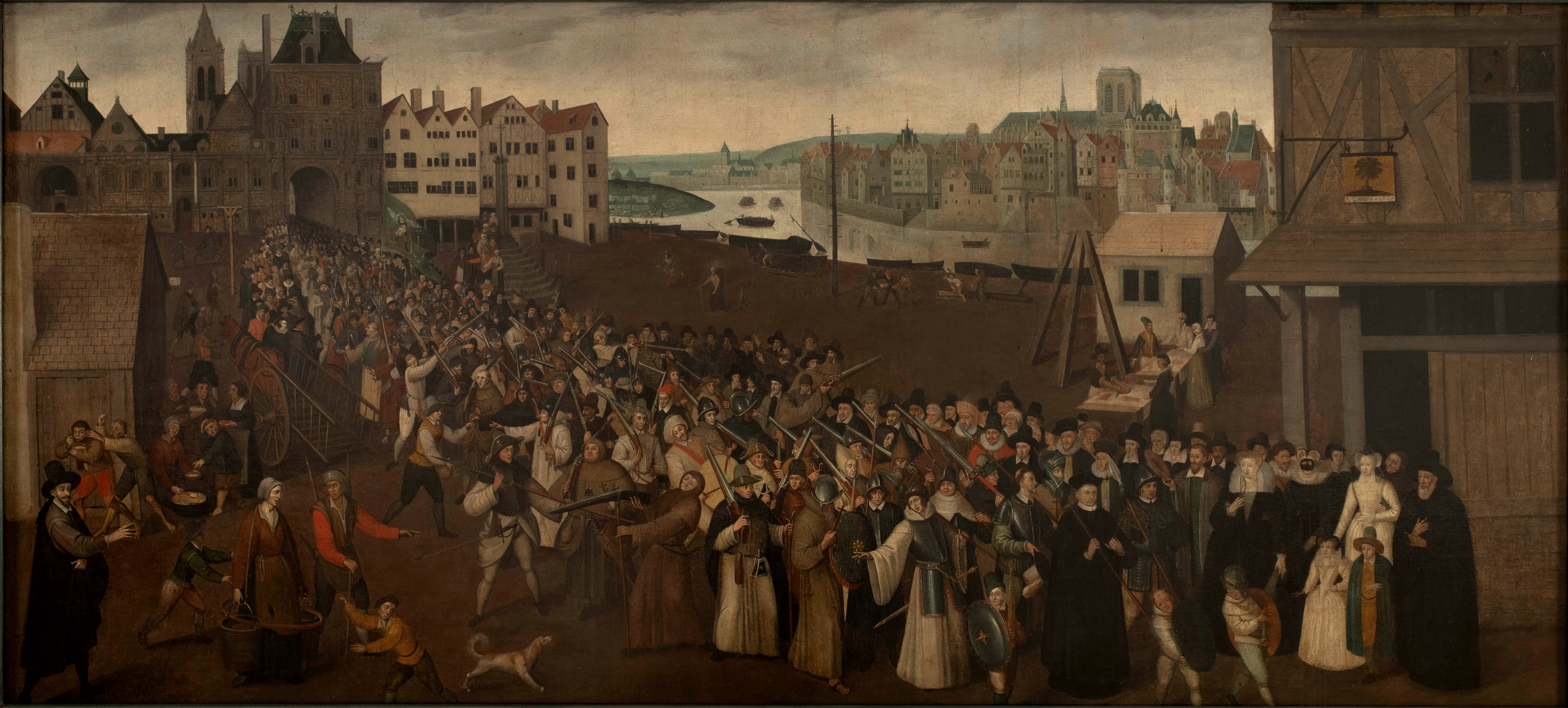
Procesión de la Liga en París, 1590 (museo Carnavalet).

La Liga se opuso encarnizadamente al hugonote Enrique de Navarra, rey legítimo, prefiriendo a un tío suyo, el cardenal Carlos I de Borbón, al que ya llamaban "Carlos X" (fallecido en prisión en 1590). Derrotada en las batallas de Arques en 1589, y de Ivry el 14 de mayo de 1590, y agotada tras dos asedios consecutivos de la capital, la Liga no se desarmó y París resistió. Enrique IV y sus tropas intentaron tomar París hasta valiéndose de estratagemas, como en la llamada jornada de las harinas en enero de 1590, pero su tentativa fracasó. Los miembros más extremistas de la Liga impusieron el terror en París, organizando procesiones espectaculares de religiosos armados y procesiones de miles de niños, y encarcelando a los hombres conocidos por su lealtad al Rey, a los que llamaban los «políticos». Bajo la autoridad de dieciséis regidores, «Los dieciséis», la Liga acabó ahorcando en 1591 al presidente del Parlamento de París, Barnabé Brisson, un conocido liguista. La llegada a París del duque de Mayenne, hermano de Enrique I de Guisa y jefe de la Liga nobiliaria, para castigar a los extremistas que habían decidido ejecutar a Brisson, marcó una ruptura en el seno de la Liga. 

## Declive y final de la Liga
Los excesos, su inclinación a favor de un príncipe extranjero, la financiación española, la renuencia a la monarquía, provocaron el alejamiento progresivo de la Liga a partir de 1591, primero de los monárquicos, después de las agrupaciones de las ciudades, una tras otra. Sin embargo, la Liga no se comienza a desarmar hasta el momento en que el rey Enrique IV abjuró del protestantismo el 25 de julio de 1593 en la Basílica de Saint-Denis y retornó al catolicismo. Enrique IV fue consagrado rey en Chartres el 27 de febrero de 1594 (no puede ser en la tradicional catedral de Reims, ya que está ciudad está controlada por la Liga hasta febrero de 1595), y entró en la capital el 22 de marzo.
La caída de París marcó el principio del fin de la Liga, el 27 de marzo Ruan se sometía al monarca, el 8 de abril Vézelay, el 9 de mayo tras un asedio de dos semanas Vervins y Laon el 22 de julio. La victoria de Enrique IV en la batalla de Fontaine-Française, en Borgoña el 5 de junio de 1595, sobre los últimos liguistas, capitaneados por el duque de Mayenne, y tropas españolas al mando de Juan Fernández de Velasco y Tovar, supuso su derrota. Carlos de Lorena se somete al rey en noviembre de ese mismo año y La Fère asediada, se entrega el 16 de mayo de 1596. El final de la Liga llegó después de que se rindiera en Angers (ciudad siempre fiel al rey) Felipe Manuel de Lorena, duque de Mercoeur que controlaba las ciudades de Nantes, Vannes y Dinan, el 20 de marzo de 1598. Entre los nobles liguistas, solo el duque de Aumale se negó a aliarse con Enrique IV, exiliándose en los Países Bajos Españoles.
El 2 de mayo de 1598 se firma la Paz de Vervins, con el rey Felipe II, los españoles abandonan las últimas plazas que tenían en Francia (Ardres, Calais, Crach, Desvres, Doullens, Enguinegatte, Guînes, La Capelle, Le Catelet, Le Pellerin y Port-Louis). Se restablecen las fronteras según los términos de Cateau-Cambrésis.
El rey logró finalmente un acuerdo con el duque de Saboya, que había apoyado a los miembros de la liga, con el tratado de Lyon en 1601. Lográndose la paz en Francia.

## Epílogo
El espíritu de la Liga no desapareció cuando llegó la paz. Muchos siguieron resistiendo frente al Rey al que consideraban hereje. Desde su exilio en los Países Bajos Españoles, los jefes liguistas más radicales, como Jean Boucher, llamaban al regicidio, y Enrique IV estuvo a punto de ser asesinado en varias ocasiones. Al final de su reinado, el espíritu de la Liga renació levemente. Tras el asesinato del Rey por Ravaillac, varias personas fueron arrestadas por haber aprobado el crimen y hasta se rumoreó en el verano de 1610 que se estaba preparando una nueva noche de San Bartolomé en París. 
La regencia de María de Médici, católica y favorable a la alianza con España. Además del reinado de Luis XIII de Francia, un católico devoto. Hicieron innecesaria su existencia. 
El restablecimiento de la religión católica en Pau en 1620 llevó a una serie de rebeliones de los hugonotes, que finalizaron en 1629 con la Paz de Alés.